# Vince Williams
Vince Williams (Davenport, 27 dicembre 1989) è un giocatore di football americano statunitense che gioca nel ruolo di linebacker per i Pittsburgh Steelers della National Football League (NFL). Fu scelto nel corso del sesto giro (206º assoluto) del Draft NFL 2013 dagli Steelers. Al college ha giocato a football all’Università statale della Florida.

## Carriera professionistica

### Pittsburgh Steelers
Williams fu scelto nel corso del sesto giro del Draft 2013 dai Pittsburgh Steelers. Debuttò come professionista nella settimana 2 contro i Cincinnati Bengals mettendo a segno 7 tackle. La sua stagione da rookie si concluse con 53 tackle in 15 presenze, 11 delle quali come titolare. Nella successiva disputò tutte le 16 partite (2 come titolare) con 43 tackle.

## Statistiche
| Partite totali      | 31  |
| Partite da titolare | 13  |
| Tackle              | 96  |
| Sack                | 0,0 |
| Intercetti          | 0   |

Statistiche aggiornate alla stagione 2014